# UFC on Fuel TV: Struve vs. Miocic
UFC on Fuel TV: Struve vs. Miocic est un évènement d'arts martiaux mixtes qui a été tenu par l'organisme Ultimate Fighting Championship le 29 septembre 2012. Il s'est déroulé au Capital FM Arena de Nottingham.

## Historique
Après la retraite de Jörgen Kruth, Fabio Maldonado se retrouva face à Glover Teixera à l'UFC 153.
Pascal Krauss devait affronter Gunnar Nelson mais à la suite de sa blessure, Nelson était censé affronter Rich Attonio mais affronta finalement DeMarques Johnson

## Résultats[4]

### Carte principale
- Heavyweight :  Stefan Struve  vs.  Stipe Miocic

Struve défait Miocic par TKO   à 3:50 du round 2
- Welterweight :   Dan Hardy vs.  Amir Sadollah

Hardy bat Sadollah par décision (29–28, 29–28, 30–27) .
- Bamtamweight :  Brad Pickett vs.  Yves Jabouin

Pickett défait Jabouin par KO (punch) à 3:40 du round 1.
- Lightweight :  Mat Wiman vs.  Paul Sass

Wiman défait Sass par soumission à 3:38 du round 1
- Welterweight :  John Hathaway vs.  John Maguire

Hathaway bat Maguire  par décision (30–27, 30-27, 30–27).
- Welterweight :  Che Mills vs.  Duane Ludwig

Mills défait Ludwig  TKO  à 2:28 du round 1

### Carte préliminaire
- Light Heavyweight :  Jimi Manuwa  vs.  Kyle Kingsbury

Manuwa défait Kingsbury par TKO (arrêt du docteur)  à 5:00 du round 2
- Middleweight :   Brad Tavares vs.  Tom Watson

Tavares bat Watson par décision (30-27, 28-29, 29-28) .
- Featherweight :  Akira Corassani vs. :  Andy Ogle

Corassani bat Watson par décision (29–28, 27–30, 29–28).
- Catchweight :  Gunnar Nelson vs.  DaMarques Johnson

Nelson défait  Johnson par soumission à 3:34 du round 1
- Featherweight :  Robbie Peralta vs.  Jason Young

Peralta défait Young par KO(punches) à 0:23 du round 1.

## Bonus de la soirée
Les combattants mentionnés ont reçu 40 000 $ de bonus.
- Combat de la soirée:  Stepan Struve vs.  Stipe Miocic
- Knockout de la soirée:  Brad Pickett
- Soumission de la soirée:   Matt Wiman